# Joseph Aristide Landry
Joseph Aristide Landry (* 10. Juli 1817 bei Donaldsonville, Louisiana; † 9. März 1881 ebenda) war ein US-amerikanischer Politiker. Zwischen 1851 und 1853 vertrat er den Bundesstaat Louisiana im US-Repräsentantenhaus.

## Werdegang
Joseph Landry besuchte die Schule in Cape Girardeau (Missouri). Nach seiner Rückkehr nach Louisiana schlug er eine politische Laufbahn als Mitglied der Whig Party ein. Im Jahr 1840 wurde er in das Repräsentantenhaus von Louisiana gewählt.
Bei den Kongresswahlen des Jahres 1850 wurde Landry im zweiten Wahlbezirk von Louisiana in das US-Repräsentantenhaus in Washington, D.C. gewählt, wo er am 4. März 1851 die Nachfolge von Henry Adams Bullard antrat. Bis zum 3. März 1853 absolvierte er nur eine Legislaturperiode im Kongress. Diese war von den Diskussionen um die Frage der Sklaverei im Vorfeld des Bürgerkrieges bestimmt.
Vor dem Bürgerkrieg war Landry Feldwebel in der lokalen Miliz gewesen. Über seinen weiteren Lebenslauf während und nach dem Bürgerkrieg geben die Quellen keinen Aufschluss. Er starb am 9. März 1881.